# 후구계획
후구/복어 계획( - 魚 計劃, 일본어: 河豚計画, 영어: Fugu/Blowfish Plan, Jewish settlement in the Japanese Empire) 혹은 6족협화(六族協和, 영어: Six Races Under One Union)는 1930년대에 일본에서 추진한 유대인 난민들을 만주국으로 이주시키려던 계획이었다.1934년에 아유카와 요시스케가 처음 제안한 계획에서 시작되어 1938년의 5부장관 회의에서 정부의 방침으로 정해졌다. 육군 대좌 야스에 노리히로, 해군 대좌 이노스카 고레시케 등이 실무를 주도하였다. 박해를 피해 유럽에서 이탈한 유대인들을 만주국에 정착시켜 자치구를 건설하려던 계획이었으나, 유대인 적대정책을 추진해가던 나치 독일과의 우호관계 손상을 우려하여 계획이 점차 흐지부지되었으며, 삼국 군사 동맹의 결성, 나치 독일과 일본 제국 양국이 연합국과의 전쟁을 개시하면서 실현 가능성이 사라져 결국 계획은 무산되었다.

## 명칭의 유래
복어 계획이란 이름은 1938년 7월에 이누즈카 고레시게의 연설에서 유래한다. 유대인의 경제력과 정치력을 높이 평가한 이누즈카는 유대인의 유치가 일본으로서 매우 득이 되는 일이긴 하나, 자칫 잘못하면 거대한 재앙을 초래할 수 있다고 생각했다. 이누즈마는 이 이면성을 고급요리이나 맹독을 가진 복어에 빗대어 이것(유대인 이주 계획)은 복어 요리와 같다고 발언하였다. 후에 일본통으로 알려진 미국인 랍비인 마빈 토케이어가 이 계획에 대한 연구서를 집필하면서 이 비유를 빌려 복어 계획(Fugu Plan)이란 명칭을 붙이면서 명칭이 정착되었다. 단, 이 명칭은 당시에도 비공식적으로만 사용되었다고 한다.

## 계획

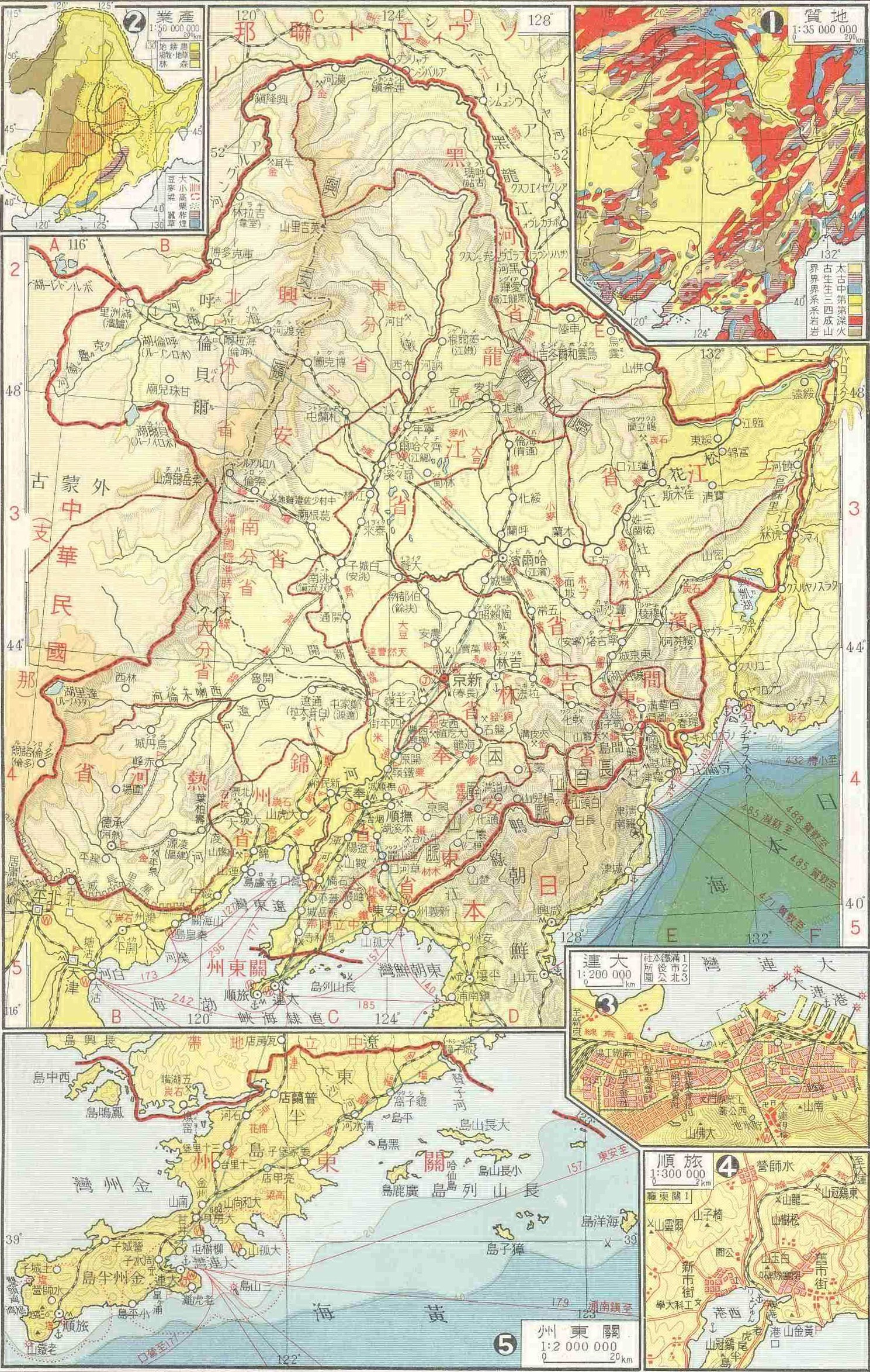
만주국 전도

복어 계획의 핵심은 수천에서 수만에 달하는 유대인을 만주국으로 정착케 하여, 유대인의 자본을 만주국 건설에 사용하고, 아울러 일본 본국에 대한 자본유입을 실현하도록 미국(특히 유대계 미국인)을 설득하는 데 있었다.
입안자들은 유대인의 이주 및 투자획득의 방법에 관한 풍부한 안들을 제시하였다. '유력 유대인을 이용하여 미 대통령 및 그 측근의 아시아정책을 일본제국에 유리한 쪽으로 전환시키는 방법에 대하여'라는 긴 제목을 가진 계획서가 그것이다. 1939년 6월에 제안된 이 보고서는 동년 7월에 '유대자본도입에 관한 연구와 분석'이라고 개칭되어 정부에 제출된 후에 승인을 받았다.
계획서에서는 유대 사회와 미국, 이 쌍방의 환심을 사는 방법이 제시되었다. 즉, 미국으로 대표단을 파견하는 것, 유대교와 신토와의 유사점을 미국의 랍비에게 소개하기 위해 또 유대인과  유대교를 일본인에게 소개하기 위해서, 유대교의 랍비를 일본에 초빙 하는 것 등이다. 동시에 이 계획은 미국의 신문·영화 업계(유대인들이 지배하고 있다고 입안자들은 믿고 있었다)를 끌어들이는 것도 제안하고 있었다.
그러나, 계획서 내용의 대부분은 이주 계획에 할애되었다. 상하이 근교의 여러지역이나, 만주의 많은 지역이 이주예정지로 제시되었다. 입안자들은 유대안 이민의 인구를 1만 8천명에서 60만명에 이를 것이라 추측했다. 각각의 상정 인구 규모에 맞춘 학교, 병원 등의 인프라 정비, 거류지의 면적에 관한 상세한 대비자료도 제시되었다. 이러한 이주지에서 유대인에게 문화·교육면의 자치에 더하여 완전한 신앙의 자유를 부여하기로 계획자 등의 사이에 합의되었다. 일본인은 유대인에게 과도한 자유를 부여하는 것을 경계하고 있었지만, 어느 정도의 자유는 그들의 호의와 경제적 혜택을 유지하는 데 필요하다고 생각했다. 그들은 「유대인 거류지는 얼핏 자치국가와 같이 보이지만, 유대인을 은밀하게 감시하기 위한 통제가 필요하다.」라고 주장하고 이 계획을 승인하도록 정부에 요청했다. 그들은, 유대인이 "시온 의정서"에 의해 여러 나라에서 실시한 것처럼 지배권을 장악 하여, 일본의 정치 경제면에서 영향력을 행사하게 되는 것은 아닌지 염려했던 것이다.
하지만, 계획은 결국 유대인 거주지에의 투자 및 이민의 송치를 세계의 유대인 커뮤니티에 일임하였다.

## 배경
원래 이 계획은 일본 정부내에서도 소수의 인사 및 군당국(그들은 만주국에 주민이 정주해야 할 필요성을 느꼈고, 또 동 지역에 대한 일본의 산업 및 인프라의 구축을 지원할 능력을 가지고 있었다)그룹내의 아이디어였다. 이 그룹의 주된 멤버는 "유대 전문가"로 알려진 육군 대좌 야스에 노리히로와 해군 대좌 이누즈카 고레시게, 닛산 콘체른의 총수 아이카와 요시스케 및 관동군의 이른바 "대륙파"(만주 진출을 요구한 다수의 군벌)등이었다.
아유카와는 1934년,〈독일계 유대인 5만명의 만주 이주 계획에 대해〉라는 제목의 논문을 발표했다. 이 논문에서 그는 5만명의 독일계 유대인을 만주에 받아 들여서 동시에 유대계 미국 자본을 유치함으로써, 만주개발을 촉진시킴과 동시에, 만주를 소련에 대한 방벽으로 삼는 구상을 입안했다. 관동군내에서 후원자를 얻은 그는 1937년, 닛폰 산업을 개편하여 만주 중공업 개발을 설립하고 만주로의 본격적 진출을 완수했다.

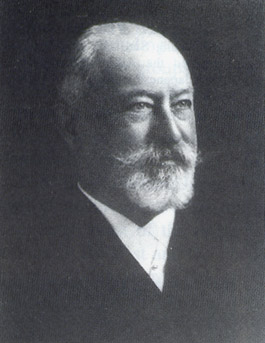
제이 코브·시프. 유대인 경제력의 상징으로서 정부 수뇌는 인식하고 있었다

만주국에 유대인을 이주시킨다는 그들의 구상은 유대인이 많은 자금이나 정치 권력, 및 그것들을 획득하는 초자연적이라고도 표현해야 할 능력을 가지고 있다는 확신으로부터 나온 것이었다. 그들은 독일계 유대인출신의 미국인 은행가인 제이컵 시프를 기억하고 있었다. 30년 전, 쿤 로브 상사( Kuhn, Loeb & Co.  )를 인솔하는 그가 일본 정부에 제시한 거액의 투자로 인해 일본은 러일 전쟁에 승리할 수 있었던 것이다(전비의 약 40%를 그가 조달했다고 한다).
또한 그들은 「시온 현자의 의정서 （The Protocols of the Elders of Zion）」의 기술내용을 액면 그대로 신뢰하고 있었다. 1897년 스위스의 바젤에서 개최된, 제1회 유대 민족주의자 회의의 비밀 회의록이라고 하는 제목으로 유포된 이 반유대 위서는 세계의 정치 경제적 지배를 획책하는 국제적인 유대인의 음모의 존재를 나타내는 증거로 여겨져 위작의 의혹이 존재함에도 불구하고, 당시 세계에 널리 영향을 주었다. 알프 레이트  로젠 베르크（Alfred Rosenberg）도 그 중의 한명이다. 《이십세기의 신화》의 저자이며, 나치 독일의 이론적 지도자로서 알려진 그는 1923년에 동서의 해설서를 출판하였다.
정부의 핵심지도층에서도, 유대인의 경제력이나 정치력, 및 디아스포라에 의한 국제적 정보망을 과대 평가한 사람이 적지 않았다. 그들은, 유럽에서 박해 받고 있는 유대인을 구출하는 것으로 일본에 대한 재미 유대인으로부터의 확실하고 영속적인 호의를 획득할 수 있다고 생각했던 것이다.

## 유대 전문가

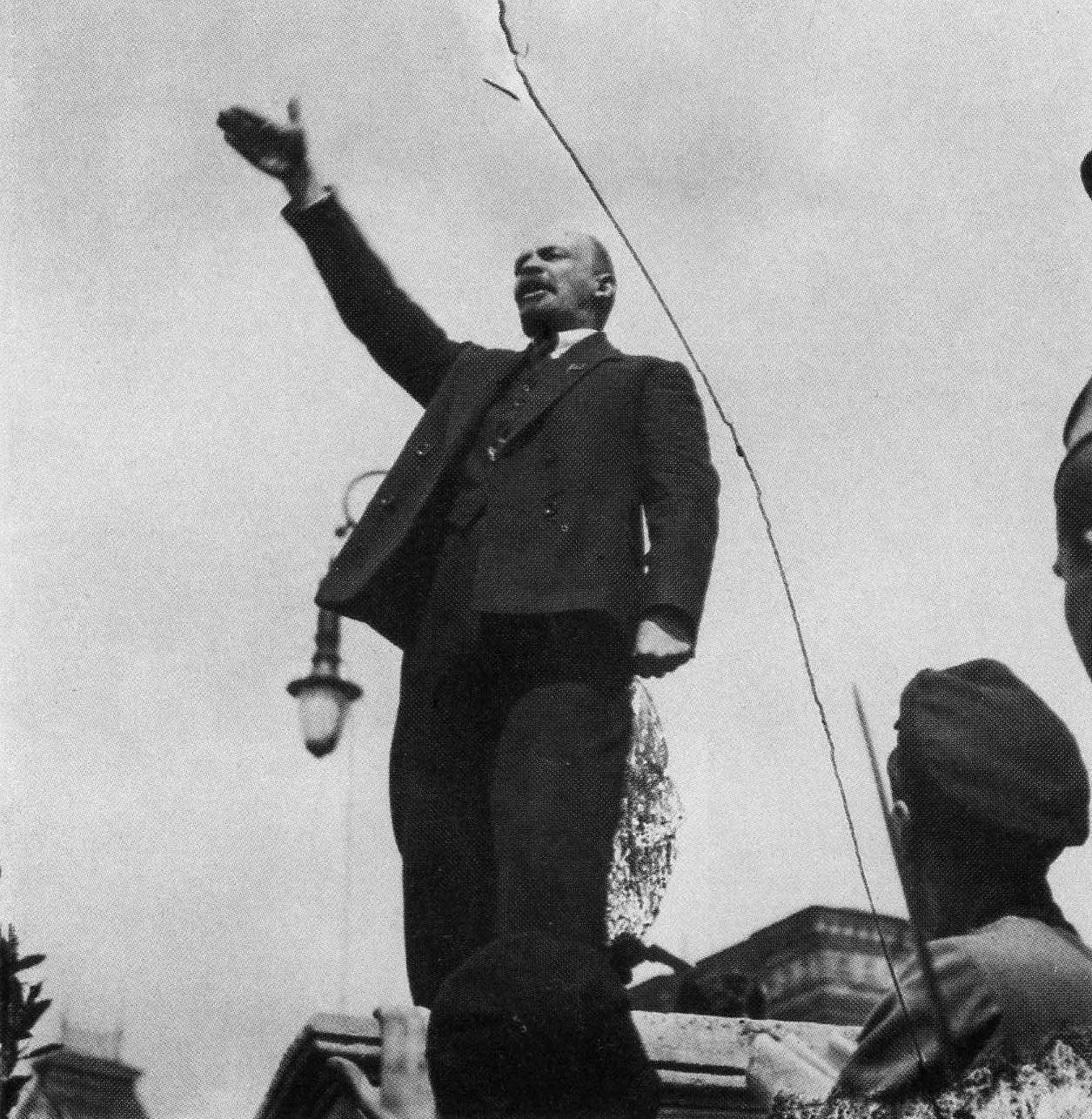
안 데 밀·Lenin. 그가 주도한 러시아 혁명은 유대 음모론과 연결지어졌다.

1918년에 일본은 러시아 혁명의 진압을 위해 시베리아 개입을 실시하고, 적군과 적대하고 있던 백군을 지원했다. 10만명의 병력과 9억엔의 전비를 투입했지만, 3천명의 사망자를 냈을 뿐, 눈에 띈 성과도 없이 1922년에 철수할 수밖에 없게 된다.
그 당시, 백계 러시아인 들의 사이에서는, 혁명은 유대인에 의한 음모다라는 반유대주의 음모론이 퍼지고 있었다. 블라디미르 레닌을 비롯하여 레프 트로츠키, 레프 카메네프, 그리고리 지노비에프, 야코프 스베르들로프 등 많은 유대인 출신의 사상가들이 러시아 혁명 지도층에 참여했던 것이 원인이다. 백군은 「의정서」의 사본을 병사들에게 배포하여, 시베리아나 만주의 백계 러시아인은 가는 곳마다 반유대주의 사상을 선전하기 시작했다. 이런 반유대주의 정보를 접한 사람중에는 야스에와 이누즈카, 복어계획의 핵심인사도 포함되어 있었다.
이 두 사람은 시베리아에서 "시온의정서"의 존재를 알고, 유대 음모론의 세례를 받았다. 1922년에 귀환한 그들은, 유대인에 관하여 많은 보고서를 썼다. 야스에는 1924년, "포황자"라는 필명으로 저술한 〈세계 혁명지이면〉에서, 시온 의정서의 전역을 게재했다. 또1928년에는 그 당시 영국 위임통치령이었던 팔레스타인의 유대인 이주지를 방문하여 하임 바이트만(Chaim Weizmann, 헤브루 대학 창립자), 및 벤 구리온과 회담한 후, 유대인 정착촌에서 그들의 근면함과 힘에 매료되었다. 그들은 외무성이 유대인에게 관심을 갖게 하는 데 성공하였고, 이후 일본의 모든 대사관 및 영사관의 직원은 그들이 주재하는 나라들의 유대 사회의 동향을 외무성에 계속 보고할 것을 지시받았다. 방대한 보고서가 올려졌지만, 모두 국제적 음모의 존재를 결정적으로 증명하지는 않았다.
“유대 전문가”들은 그 후, 소위 “대륙파”와 어느 정도 협력했다. 육군 대좌 이다가키 세이시로 및 육군 중좌 이시하라 간지가 주도하는 대륙파는 일본으로부터 식민개척자나 자본을 만주에 유치하려고 했지만, 난항을 겪었다. 이것이, 계획자들에게는 복어 계획실행의 첫걸음이었다.

## 시몬 카스페 살해사건
그러나 1933년 8월, 만주의 하얼빈에서 발생한 러시아계 유대인 피아니스트 시몬 카스페(Simon Kaspé)에 대한 일본측의 대응은 하얼빈 거주의 유대인에게 불신감을 안겨주게 된다.
시몬은 러시아 출신의 유대인 부호 '요제프 카스페'(Josef Kaspé)의 아들로서, 우연히 하얼빈에 돌아왔을 때 누군가에게 유괴되어 동년 12월, 변사체로 발견되었다. 양손의 생손톱이 벗겨지고 귀를 잘린 후, 머리에 총탄을 맞은 처참한 모습이었다. 후에 일본인이 용의자로 체포되었지만, 관동군은 재판결과 이 용의자 일본인에게 유죄판결을 내린 중국인 판사를 오히려 체포하는 일이 벌어졌다. 일본인 판사에 의한 재심의 결과, 피고에게는 10년~15년의 중형이 내려졌지만, 그 다음주에 특사에 의해 석방되는 어처구니 없는 일이 발생했다.
일본군부를 신뢰할 수 없게 된 하얼빈 거주의 유대인(당시에 상당한 수가 거주하고 있었다)은 이 사건 발생 2년 후에는 대부분이 시외로 대피했다. 그들의 상당수는 다시 멀리 상하이로 이주하여 상하이의 유대인들에게 시몬 카스페 사건에 대해 전파하기 시작했다. 순조롭게 진행되리라 생각했던 계획은 의외의 대목에서 큰 벽에 직면했다.

## 극동 유대인 대회
1937년 야스에는 하얼빈에서 현지의 유대인 지도자 아브라함 카우프만(Abraham Kaufman) 등과 회담하고, "일본인은 불공정한 재판에 대하여 반성했다."라고 그들을 설득하려 했다. 동년 12월 26일, 제1회 극동 유대인 대회가 요제프 카스페 소유의 모데룬 호텔에서 열렸다. 관동군의 인가 아래, 3일간의 예정으로 개최된 이 대회에서, 육군은 야스에를 비롯하여 당시 하얼빈 육군 특무 기관장을 맡고 있던 육군 소장 히구치 기이치로 등을 파견했다. 이 자리에서 히구치는 독일의 반유대 정책을 격렬하게 비판하는 연설을 하여, 참석한 유대인들로부터 열렬한 갈채를 받았다. 이 사실을 안 독일 외상 요아힘 폰 리벤트로프는 주일 독일 대사를 통해 강력히 항의했지만, 상사에 해당되는 관동군 참모장 도조 히데키가 히구치를 옹호했기 때문에, 독일측도 그 이상의 강경한 태도는 보이지 않는 선에서, 마무리되었다.
이듬해인 1938년 1월, 관동군은 “유대민족 시책 요령”을 책정하고, 세계 각지의 유대 민족을 "팔굉 일우의 대정신에 포옹 통합한다."라고 하는 원대한 목표를 정했다.
또 하얼빈에서 유대인 자치구 건설에 관한 구상에 대해 논의하기 위해, 제2회, 제3회 극동 유대인 대회가 개최되었다.

## 유대인 대책 요강
일본 정부는 대 유대인 정책에 관한 일련의 지침을 1938년 12월에 개최된 5상 회의에서 논의했다.
각료들은 중대한 양자택일을 강요당했다. 독-일 양국의 동맹관계는 해마다 돈독해져 가고 있었기 때문에, 유대인을 돕기 위한 계획은 독일과의 외교 관계를 위태롭게 할 것이 분명했기 때문이다. 그러나 11월에 발생한 수정의 밤 사건에 분노한 유대인이 시행한 독일 제품 보이콧은 유대인의 경제력 및 세계적인 결속의 증거라고 생각되었다. 또, 일본이 유대인의 지지를 얻으려 한다면, 이것이 결정적 기회였다. 왜냐하면 많은 유대인이 유럽에서의 박해를 피해 망명을 요구하고 있었기 때문이다. 내각은 다수결이 아닌 만장일치로 운영되고 있었지만, 동회의는 심야에 이를 때까지 계속 결정을 내리지 못한 채 진행되었다.
최종적으로 내린 합의는 〈유태인 대책 요강〉이라는 제목이 붙었다. 이 합의 문서에는 독일이나 이탈리아와의 동맹관계를 존중하면서도, 유대인 배척은 인종 평등의 정신에 합치하지 않는다고 결론 내리고, 이하의 3개항을 방침으로 정했다.
1. 현재 일본, 만주, 중국에 거주하는 유대인은 타국인과 동등하게 대우하여, 특별히 배척하거나 대우하지 않는다.
2. 일본, 만주, 중국에 입국하려는 유대인에 대해서는 외국인 출입국관리규칙에 준하여 조치한다.
3. 유대인이민을 적극적으로 일본, 만주, 중국에 유치하는 일은 피하는 대신, 기술이민, 자본이민 등 특별한 이용가치가 있는 경우에는 허용한다.

이 방침은 물론 인도적 정책이라기보다는, 어디까지나 일본 및 만주국의 권익에 이바지하는 것을 목적으로 한 정치적 리얼리즘에 근거하는 것이었다. 이 당시, 대미 관계의 악화에 의한 물자 부족과 기술 혁신의 지체에 의해, 만주국 경제는 쇠퇴해 가고 있었다. 이것을 타파하기 위한 비장의 카드로서 유대 자본의 도입을 도모했던 것이다.
이렇듯 정부는 계획의 진행을 일단 허가했지만, 1936년에 독-일 방공 협정을 체결함에 따라, 독일과의 관계를 위태롭게 할 행위는 특별히 실시하지 않았다.

## 오산
이후 몇 년간 계획자들과 유대인 커뮤니티의 멤버들이 참가한 회의가 빈번히 이루어졌으나 계획은 더 이상 제도적 수단에 의하여 진척되지 않았다. 1939년에는 유대인 공동체에 대한 지원 분산을 염려한 상하이의 유대인이 상하이로의 유대 난민 유입을 더 이상 허가하지 않게 당국에 요구하였다.
극동 유대인 회의 의장이었던 카우프만은 기자를 통해서 일본에 대한 경계심을 풀도록 미국 사회에 영향력을 행사하려 했지만, 대통령 프랭클린 D. 루스벨트의 측근인 세계 유대인 회의 의장 스티븐 사뮤엘 와이즈는 유대-일본간의 어떤 협력도 비애국적 행위라는 강한 견해를 나타냈다(미국이 일본에 대해 실시한 통상 금지 조치의 위반에 해당하기 때문에). 1940년에는 재미 유대인 유력자와의 사이에 연줄을 가지는 MIT출신의 재미파견직원인 타무라 히카루가 복어 계획에 대하여 설명했지만, 거절당하고 만다.

## 좌절
1939년에 소련이 독일과 독소 불가침 조약을 체결함에 따라, 유럽의 유대인을 소련 경유로 일본에 이송하려는 계획에 차질이 불가피해졌다. 같은 해, 제2차 세계 대전의 발단이 되는 나치 독일의 폴란드 침공이 시작되었다. 폴란드의 유대인은 피신하여 그 일부는 이웃나라 리투아니아로 대피했다. 하지만, 이듬해인 1940년 8월에 소련은 리투아니아를 포함한 발트 3국을 차례로 병합 했고, 이에 따라 탈출 가능성은 거의 사라졌다.
9월에는 일본 정부와 독일이 삼국 방공 협정을 한층 더 발전시켜 독일, 이탈리아와 삼국 동맹 조약을 체결했다. 그 다음날, 도조 히데키는 야스에의 대련 특무 기관장직을 박탈하고, 예비역에게 편입시키는 조치를 취했으며,  같은 해 12월 개최 예정이던 제4회 극동 유대인 대회를 중지시켰다.
1941년에는 미일간의 평화교섭이 결렬, 태평양전쟁이 발발한다. 이에 따라, 미국의 유대 자본 도입의 길은 완전히 닫혔고, 이러한 내외정세의 악화에 따라, 복어 계획은 실질적으로 무산되었다.

## 종언
일본 정부는 주요 도시나 군항·상항의 근처에 다수의 유대인 난민을 방치하는 것을 마뜩찮게 여겼다. 이에 따라 1941년 8월에 고베의 유대인을 상하이에 재배치하기로 결정되었다.(스기하라 치우네 참조) 난민도착이전에 고베에 거주하고 있던 유대인들만이 정주권을 인정받았다. 6월에는 독일이 불가침 조약을 파기하고, 소련에 선전포고함에 따라 블라디보스토크~츠루가간의 배편은 운항이 중지되었다.
진주만 공격 직후, 일본은 상하이 전역을 점령했다. 유대계 미국인으로부터의 자금 원조 및 모든 연락은 영미 대적 통상법(Anglo-American Trading with the Enemy Act)에 따라 사실상 두절 되었다. 법적으로 상하이에서의 유대 난민에 대한 연락 및 원조에 관한 미국 재무성의 규제가 상당히 느슨했지만, 미국의 유대인 조직은 강한 애국심을 보이며 반역 활동의 계기를 주지 않도록 주장했다.
1942년에 일본 정부는 이미 유명 무실화되었던 지원을 완전하게 중지하고, 5상회의 결정 "유대인 대책 요강"을 공식적으로 무효화했다.

## 그 후
1942년 6월, 게슈타포의 아시아 지구 사령관으로 주일 독일 대사관 경찰 담당관을 맡고 있던 통칭 "바르샤바의 도살자" 요제프 마이 징거는 하인리히 히믈러의 명령에 따라 상하이로 파견되었다. 그는 일본정부에 대해 상하이 유대 난민 "처리"를 강요하면서, 아래와 같은 세가지 안을 제시했다.
- 황포강에 있는 폐선에 유대인을 태워 동중국해에 흘려보낸 뒤, 격침시켜 수장시킴.
- 암염탄광에서 강제노동에 종사시킨다.
- 양쯔강 아랫쪽에 수용소를 세우고 유대인을 생체실험의 마루타로 쓴다.

요제프 마이 징거는 히틀러, 히믈러의 "최종해결책"의 아시아 버전을 제시했던 것이다. 이 안은 야스에를 거쳐서 외상 마쓰오카 요스케에게 전달되었으나, 정부는 이에 따르지 않았다. 결국 마이 징거의 계획은 이른바 "상하이 게토"를 형성하는 수준에 머물렀다. 상하이 유대인은 게토 안에서 살 것을 강요당하고 주거이동의 자유가 금지되었다.
이후 전쟁 끝무렵까지 유대 난민의 상황은 계속 악화되었으며, 유대인 지도자 가운데는 형무소에 보내진 사람도 있었다. 또, 많은 유대인이 굶주림에 시달렸고, 시내의 무선기 파괴를 목표로 하는 연합군 공격기에 의해 종전을 몇달 앞두고 게토가 폭격을 당하는 등 갖가지 시련을 겪었으나, 마침내 나치독일의 패망과 해방을 맞았다.

## 의의
야스에, 이누즈카 등에 의해서 구상된 복어 계획은 실패한 계획이었다. 일본(혹은 일본 점령하의 중국)으로 이주할 수 있던 유대인은 그 수가 많지 않았으며 비자를 신청해도 도항할 수 있던 사람은 극소수였다. 또 고베나 상하이에 이주한 유대인은 문자 그대로 몸만 달랑 일본에 온 굶주리고 불결한 난민에 불과했다. 야스에나 이누즈카가 기대하고 있었던 유복하고 자비 깊은 미국인 은행가나 기업의 지도자 등은 없었을 뿐만 아니라 이러한 사람들로부터 일본에의 호의나 원조를 얻어낼 영향력 등은 가지고 있지 않았다.
하지만 일시적이나마 실시된 일본의 친유대 정책에 의해 수천명의 유대인이 나치의 박해에 의한 죽음을 면했다.

## 같이 보기
- 동아시아의 유대인(영어판)
- 요제프 알베르트 마이징거(영어판)
- 리하르트 조르게
- 스기하라 치우네
- 히구치 기이치로
- 야스에 노리히로
- 반유대주의
- 오족공화
- 육족공화 - 오족공화 + 유태인
- 우간다 책략(영어판) - 영국이 유대인들에게 제안한 '아프리카판 후구계획'으로서 당시 영국령 우간다에 유대인 국가수립 계획이었다
- 미국 색부호 전쟁 계획
- 고무계획(영어판)
- 지정학
- 대동아공영권
- 야마가타 아리토모 의견서 - '주권선'과 '이익선' 개념 제시
- 레벤스라움